# Osove, Novhorod-Siverskîi
Osove (în ucraineană Осове) este un sat în comuna Vorobiivka din raionul Novhorod-Siverskîi, regiunea Cernihiv, Ucraina.

## Demografie
Componența lingvistică a localității Osove
     Rusă (71,43%)
     Ucraineană (28,57%)
Conform recensământului din 2001, majoritatea populației localității Osove era vorbitoare de rusă (71,43%), existând în minoritate și vorbitori de ucraineană (28,57%).